# Dicrurus fuscipennis
Dicrurus fuscipennis là một loài chim trong họ Dicruridae.